# Barbara De Jonge
Barbara De Jonge  (Ninove, 3 december 1974) is een Vlaams televisie- en theateractrice.
De Jonge studeerde aan de drama-opleiding van het Conservatorium van Gent. Ze zong enige tijd in de meidenband Def Dames Dope en studeerde in 1997 af.

## Televisie
De Jonge is vooral bekend uit de kinderserie Samson en Gert, waarin ze van 2000 tot 2003 de rol van Frieda Kroket vertolkte. Ook speelde ze Wizzy uit Wizzy en Woppy. Verder had ze gastrollen in series als W817 (als Maaike), Flikken, Spoed en Zone Stad.
- De Wet volgens Milo (2005) - als Yvonne Verdoodt
- Flikken Gent (2003) - als Tessa Werbrouck
- W817 (2001) - als Maaike
- Samson en Gert (2000-2003) - als Frieda Kroket
- Samson en Gert (1999) - als Dame op het bal
- Wizzy en Woppy (1999) - als Wizzy
- Flikken Gent (1999) - als Els
- Gilliams & De Bie (1998) - als Dochter van Gailliams
- De kotmadam (1997) - als protestlid

## Theater
In het theater is De Jonge verbonden aan het huis Kopergietery, een groep die voornamelijk jeugdtheater brengt. Ook is ze ettelijke jaren verbonden geweest aan het NTGent, waar ze zowel muziektheater als dramastukken bracht. Ook had ze een rol in onder andere de Studio 100-musical Assepoester uit 1999 en in de productie Rocky Horror Show van Stany Crets (45 voorstellingen tussen 2001 en 2003). 
Met Koen Onghena en Anna Efthymiadis bracht ze ook een tijd het muziektheater 3 Jeannen. Ze maakte in 1998 deel uit van het ensemble van  De Tovenaar van Oz, een productie van Music Hall.
Ze schreef ook cabaret met De Wentelteefjes en was de eerste zangeres van Groove Grocery.